# Faitissa
Faitissa es una banda de folk formada en Barcelona en 2012 por la vocalista catalana Aloysia y el guitarrista y compositor gallego Jorge Lamata.
Sus fuentes de inspiración son los tiempos pasados, especialmente la Edad Media, y las tradiciones musicales populares, principalmente célticas. Junto a composiciones propias de temática medieval, interpretan temas tradicionales de distintos lugares y épocas (bretones, gallegos, escoceses, sefardíes, catalanes, italianos…).

En febrero de 2014 publican su primer álbum, Terra aviatica (tierra de los antepasados), con canciones que van de los siglos XIII al XIX, desde naciones celtas hasta el mundo mediterráneo, cantadas en varios idiomas (bretón, catalán, francés, gallego, galaicoportugués, italiano y djudezmo), junto a composiciones propias en inglés. Dicho álbum ha tenido cierta repercusión internacional, especialmente en Alemania, donde sus canciones forman parte de la programación musical de varias radios y su álbum positivamente reseñado en publicaciones importantes del mundo folk medieval como Zillo Medieval, revista que además seleccionó su canción Chosen by Skuld para formar parte del recopilatorio Es schläft Magie in allen Dingen. También ha tenido difusión en radios de Escocia, Gales, Bretaña, Inglaterra, Bélgica e incluso Estados Unidos.

En septiembre de 2014 publican un sencillo compuesto por dos temas, A good knight, de composición propia, y el tema tradicional escocés Aodann Srath Bhain, cantado en gaélico.

## Discografía
| Año  | Título                             | Formato | Soporte |
| ---- | ---------------------------------- | ------- | ------- |
| 2014 | Terra aviatica                     | LP      | CD      |
| 2014 | A good knight / Aodann Srath Bhain | Single  | Digital |

## Recopilaciones
| Año  | Título                           | Discográfica   | Soporte | Canción         |
| ---- | -------------------------------- | -------------- | ------- | --------------- |
| 2014 | Es schläft Magie in allen Dingen | Zillo Medieval | CD      | Chosen by Skuld |